# Anah (distrito)
O distrito de Anah (em árabe: قضاء عانة) é um distrito da província de Ambar, no Iraque. A sua capital é Anah.